# フラマリオ (小惑星)
フラマリオ (1021 Flammario) は小惑星帯に位置する小惑星。ハイデルベルクのケーニッヒシュトゥール天文台で、ドイツの天文学者マックス・ヴォルフによって発見された。
フランスの天文学者カミーユ・フラマリオンに因んで命名された。